# Sayaka Miki
Sayaka Miki (jap. 美樹 さやか Miki Sayaka) – fikcyjna postać z serialu anime Puella Magi Madoka Magica z 2011 roku. Sayaka jest dziewczyną o silnym poczuciu sprawiedliwości i entuzjastką muzyki klasycznej. Jest też najlepszą przyjaciółką jednej z głównych bohaterek serialu, Madoki Kaname, z którą przyjaźni się od dzieciństwa. Bardzo szanuje i podziwia swoją koleżankę z wyższej klasy, Mami Tomoe, która jest doświadczoną czarodziejką, walczącą o sprawiedliwość i pragnie być taka jak ona.

## Koncepcja

### Kreacja i projekt
Imię Sayaki zostało jej nadane przez scenarzystę serialu, Gena Urobuchiego. Urobuchi stworzył postać jako typową dla jego stylu, w przeciwieństwie do protagonistki serii – Madoki Kaname która jest postacią nietypową dla jego stylu pisania, a przypomina bardziej postać w stylu Ume Aoki. Urobuchi stwierdził, że Sayaka była jego ulubioną postacią i że jej historia była najprzyjemniejsza do napisania. Ze względu na jej tragiczny los pod koniec serialu reżyseru Akiyuki Shinbo zapytał Urobuchiego, czy można zmienić fabułę, aby oszczędzić Sayakę. Urobuchi odmówił, mówiąc, że jej śmierć była niezbędna, „by publiczność naprawdę zrozumiała, dlaczego Madoka stała się czarodziejką”. Następnie Shinbo zapytał, czy można przywrócić Sayakę do życia, mówiąc, że bardzo przywiązał się do tej postaci. Urobuchi ponownie odmówił, twierdząc, że byłoby to niemożliwe ze względu na ustalone już zasady rządzące historią. Shinbo zgodził się, ale stwierdził, że jego zdaniem na bohaterki, będące młodymi uczennicami gimnazjum, został nałożony zbyt duży ciężar.
Sayakę zaprojektowała Ume Aoki. Jej motywem kolorystycznym jest niebieski. W swoim stroju czarodziejki Sayaka ma wyglądać jak rycerz z magicznej scenerii fantasy, nosi pelerynę i asymetryczną spódnicę. Urobuchi uznał, że jej peleryna jest stylowa. Ze względu na to, że postać miała być chłopczycą, Aoki powiedziała, że chce wyrazić w projekcie postaci zarówno chłopięce, jak i dziewczęce cechy; w rezultacie powiedziała, że plan projektu postaci czarodziejki został ustalony dopiero w kilku ostatnich szkicach. Aby wyrazić te cechy, Aoki zaprojektowała asymetryczną długość włosów i spódnicy, aby skontrastować jej kobiecość i męskość po obu stronach ciała. Aoki pierwotnie dodała do postaci prostą żółtą spinkę do włosów, ale została ona pominięta w serii z powodu różnych problemów animacyjnych. Została ona dodana do filmów kompilacyjnych za sugestią Aoki, która zmieniła kształt spinki do włosów na symbol fortissimo. Aoki stwierdziła, że projekt motywu muzycznego został zainspirowany zespołem animatorów z serialu telewizyjnego, który dodał nuty muzyczne do sekwencji transformacji i umiejętności Sayaki.

### Aktorki głosowe
W wersji japońskiej głosu Sayace podkłada Eri Kitamura. Kiedy Kitamura otrzymała tę rolę, była szczęśliwa, gdyż polubiła tę postać od czasu przesłuchania. Kitamura opisała postać Sayaki jako bardziej „uczciwą niż wszyscy inni”, ale „również słabszą niż wszyscy inni”. Czuła, że Sayaka jest taka jak każda młoda dziewczyna, która stawia czoła trudnym okolicznościom i nie myśli odpowiednio o tym, co jest dobre, a co złe, i stwierdziła, że Sayaka „po prostu stawiła czoła temu z godnością, mimo że była bardziej przygnębiona niż inni". Kitamura powiedziała, że zakochała się w postaci Sayaki i że jest ona „najbardziej realistyczną” postacią, której podkładała głos, opisując ją jako czarodziejkę z „silnym poczuciem sprawiedliwości”. Kitamura przyznała, że chociaż trudno było przedstawić zmiany emocjonalne bohaterki, było to „satysfakcjonujące” i „w pewnym sensie podobało jej się to”. Shinbo stwierdził, że gra Kitamury w roli cierpiącej dziewczyny była „naprawdę świetna”. Powiedział też, że Kitamura nie była przekonana odnośnie śmierci Sayaki. W Puella Magi Madoka Magica the Movie: Rebellion Kitamura powiedziała, że scena, w której Sayaka i Homura przeciwstawiają się sobie, była dla niej najbardziej zapadającą w pamięć sceną, stwierdzając, że ich dialog „[ma] wiele subtelnych niuansów” i wyraziła trudności w odgrywaniu „godnej postaci”, mimo że była tym pochłonięta. W angielskim dubbingu głosu Sayace podkłada Sarah Anne Williams. Jako fanka gatunku mahō-shōjo, Williams była zaskoczona, kiedy po raz pierwszy obejrzała serial, wspominając, że „nie będzie on normalną przejażdżką” i „oglądanie go będzie bolało”. Williams opisała osobowość Sayaki jako „chłopięcą, bardzo wesołą i optymistyczną” oraz „trochę naiwną”. Stwierdziła, że uwielbia postać Sayaki, ponieważ czuje się „trochę do niej podobna” i mówi, że „przypomina branie części [siebie] i podążanie w innym kierunku”. 

## Wpływ kulturowy

### Popularność
Sayaka została dobrze przyjęta przez fanów, o czym świadczą jej wysokie pozycje w kilku ankietach popularności. Zajęła drugie miejsce w rankingu „Top 7 niebieskowłosych bohaterek anime” według fanów zapytanych w Akihabarze. W 2012 roku została wybrana drugą najbardziej tragiczną postacią kobiecą w anime, a w 2015 roku zajęła w tej samej kategorii ósme miejsce. W ankiecie BIGLOBE Sayaka zajęła 18. miejsce w kategorii „Dziewczyna z anime, która przyciąga najbardziej zdesperowanych fanów” i zajęła ósme miejsce w kategorii najlepszych postaci yandere. W ankiecie Charapedii z 2015 roku Sayaka zajęła 17. miejsce na liście „Postacie, które zasługują na własne anime”. Sayaka została także uznana za ósmą najpopularniejszą bohaterkę SHAFT w 2016 roku. W tym samym roku w ankiecie Charapedii, w której poproszono fanów o wymienienie „najlepszych czarodziejek z anime”, Sayaka zajęła 9. miejsce z 226 głosami. W ankiecie Anime News Network Sayaka jako wiedźma została wybrana drugą najfajniejszą formą potwora w anime. W innej ankiecie ANN „Kto jest twoją ulubioną niebieskowłosą postacią” Sayaka zajęła piąte miejsce z 8,5% głosów. W ankiecie Ani Trending News z 2020 roku Sayaka została również wybrana ósmą najlepszą kobiecą postacią z anime sezonu zima 2011. W tym samym roku Sayaka została uznana za 14. najlepszą czarodziejkę w ankiecie przeprowadzonej przez Anime! Anime!.